# Manntra
Manntra — проект Марко Матиевича и Золтана Лечея из NDH-группы Omega Lithium, которые совместно с ударником Андреа Кертом в 2011 году решили создать группу сочетающую в себе тяжёлую и фолковую музыку.
Группа завоевала популярность в России, Германии и Австрии.
Первый сингл Kiša (хорв. Дождь) вышел уже летом 2012 года — в звучании коллектива прослеживалось стремление объединить NDH-музыку и балканские фолковые мотивы. Полноформатный альбом был реализован 26 ноября 2012 года. На пластинке присутствует звучание хорватского (истрийского) народного инструмента сопеле, а также гармоника и этнический и классический вокалы. Музыка была записана и микширована самим Марко в Умаге (Хорватия), а вокал и ударные — в Любляне (Словения), мастеринг был произведён во Франции.
В 2012—2013 годах группа гастролировала по клубам Хорватии, где публика активно посещала их концерты, несмотря на противоречивую репутацию группы, созданную, по большей части, эротическим хоррор-клипом на песню Horizont, в котором присутствовали инцест и убийство. Видео данной тематики мгновенно обратило на себя взгляды общественности маленькой Хорватии, где такого раньше не было.  Архивная копия от 16 марта 2021 на Wayback Machine

## Дискография
- 2012: Horizont (Альбом)
- 2015: Venera (Альбом)
- 2017: Meridian (Альбом)
- 2019: Oyka (Альбом)
- 2021: Monster Mind Consuming (Альбом)
- 2022: Kreatura (Альбом)
- 2023: War Of The Heathens ‍(Альбом)
- 2025: Titans